# Das Erste
Das Erste (Erstes Deutsches Fernsehen) is een Duitse televisiezender. Het is een nationaal kanaal dat wordt ingevuld door de regionale omroepen die lid zijn van de ARD. Op Das Erste worden zowel programma's uitgezonden die door één ARD-omroep zijn ingebracht, als programma's die speciaal voor Das Erste door meerdere ARD-omroepen worden geproduceerd en/of gefinancierd. Sinds 2005 worden de programma's centraal afgespeeld vanuit Frankfurt am Main. Voorheen werd er voor elk televisieprogramma doorgeschakeld naar de betreffende ARD-omroep.
Das Erste is op 31 oktober 1954 begonnen met landelijke uitzendingen onder de naam Deutsches Fernsehen. Op 30 september 1984 werd de naam gewijzigd in Erstes Deutsches Fernsehen. Sinds 1996 wordt ook vaak de publieksnaam Das Erste gebruikt. In Duitsland behaalde Das Erste in 2018 een marktaandeel van 11,6%.
Het belangrijkste programma is Tagesschau, een nieuwsbulletin dat een aantal keer per dag wordt uitgezonden. Daarnaast zijn veel nationale en sportevenementen te volgen via de zender. Ook films en series worden geprogrammeerd.
Doordeweeks tot 20:00 uur worden er op Das Erste reclameblokken uitgezonden. Op zon- en feestdagen is de zender reclamevrij.

## Zendtijdverdeling
Sinds 2009 wordt de volgende verdeelsleutel gehanteerd voor de verdeling van de zendtijd van Das Erste:
| Omroep                            | Percentage | Uren  |
| --------------------------------- | ---------- | ----- |
| Bayerischer Rundfunk (BR)         | 15,95%     | 3,828 |
| Hessischer Rundfunk (HR)          | 7,40%      | 1,776 |
| Mitteldeutscher Rundfunk (MDR)    | 10,85%     | 2,604 |
| Norddeutscher Rundfunk (NDR)      | 17,60%     | 4,224 |
| Radio Bremen (RB)                 | 0,75%      | 0,18  |
| Rundfunk Berlin-Brandenburg (RBB) | 6,60%      | 1,584 |
| Saarländischer Rundfunk (SR)      | 1,25%      | 0,3   |
| Südwestrundfunk (SWR)             | 18,20%     | 4,368 |
| Westdeutscher Rundfunk (WDR)      | 21,40%     | 5,136 |

## Programma's
- Musikladen, muziekprogramma
- Lindenstraße, dramaserie
- Polizeiruf 110, krimi
- Tagesschau, journaal
- Tatort, krimi
- Verbotene Liebe, soap
- Sturm der Liebe, soap